# El guardavía
El guardavías (The Signal-Man) es un relato de terror escrito por Charles Dickens y publicado en diciembre de 1866 en la revista literaria All the Year Round, dirigida y fundada por Dickens. El relato mezcla terror y elegancia y demuestra que pueden ir de la mano. Se trata de un cuento de terror clásico, sin variantes en la trama, aunque el verdadero talento del autor es el contraste que nos crea con la tranquilidad de pausas y llanos apacibles, y luego nos sacude con el horror psicológico que atormenta a sus personajes protagonistas. Aunque Dickens está considerado como un escritor realista, sus obras están plagadas de entes fantasmales y macabros, así como desarrolladas en ambientes sobrenaturales.
Está ambientado en el portal del túnel de Clayton, West Sussex, Inglaterra y fue inspirado por dos accidentes de trenes: el primero, un choque en este túnel, el 25 de agosto de 1861; el segundo, un descarrilamiento en Staplehurst de un tren donde viajaba el propio Dickens, el 9 de junio de 1865.

## Argumento
El narrador es un viajero que, al pasar cerca de un túnel, ve al guardavía y lo llama "¡Eh, oiga! ¡Allá abajo!", lo cual inquieta al trabajador. El viajero logra bajar y conversar con él y promete una segunda visita. En la segunda visita, el guardavía le confiesa que ha tenido visiones de un espectro que parece augurar peligro pero el viajero se muestra escéptico y le sugiere visitar al médico. 
Al tercer día, el viajero sale a pasear y cuando está cerca del túnel nota a una persona que parece encajar en la descripción del espectro. Baja a investigar lo que ocurrió y le informan que el guardavía ha sido arrollado por el tren a pesar de los intentos del conductor de llamar su atención para que despejara la vía gritándole "¡Eh, oiga! ¡Allá abajo! ¡Cuidado, cuidado!"